# Kentucky grotgarnaal
De Kentucky grotgarnaal (Palaemonias ganteri) is een oogloze garnaal zonder huidpigment. Het dier leeft endemisch in de Mammoth Cave National Park  regio waar het zich voedt met sedimenten die zich in het stromende grondwater bevinden.
Sinds 1983 staat de soort geregistreerd als bedreigde diersoort als gevolg van verontreinigd grondwater dat in zijn leefomgeving stroomt. Dit is het geval door het gebrek of slechte werking van waterzuiveringsinstallaties van de nabij gelegen dorpen en enkele verkeersongelukken.
In 1979 veroorzaakte een incident massale sterfte van het maritiem leven in een deel van de Mammoth Cave.
In 1980 zorgde een incident met een vrachtwagen geladen met giftig cyanide zout voor een zware water- en bodemvervuiling.